# 石山高司
石山 高司（いしやまこうじ、1982年9月2日 - 2010年2月5日）は、日本のシンガーソングライター。
2002年より自動車レースに参戦した経歴を持つ。これまでにカートレース参戦と国内外でのフォーミュラマシンでの走行を行っていた。
2004年より音楽活動を開始。音源のリリースとライブ活動を中心にサンプル音源の無料配布やフリーペーパーの制作など独自の活動を展開。オフィシャルサイト「kohzi-ishiyama.com」ではデザインとサイト管理を担当していた。
これまでに６枚の音源をリリースし、全楽曲の作詞作曲を手がける。歌謡メロディとグランジサウンドを織り交ぜた「和のグランジ」を追求している。全国リリースされた音源はすべてインディーズチャートにランクイン。
2010年1月27日より病気療養の為に無期限活動休止をしていたが、活動休止前から某イベントに参加して頂こうとオファーしていた人物が2010年2月5日に急逝していたことを確認した。

## ディスコグラフィー
- ミニアルバム「HIBANA」 2005年2月23日
- シングル「DRAGON HEAD」 2005年7月10日
- シングル「LIVE FOR LIVE」　2006年6月2日
- シングル「THE LAST STRUGGLE」　2007年8月22日
- シングル「この命、果てるまで」　2009年5月7日
- アルバム「TRACE」　2009年6月5日